# Buccinum pulchellum
Buccinum pulchellum is een slakkensoort uit de familie van de Buccinidae. De wetenschappelijke naam van de soort werd in 1878 voor het eerst geldig gepubliceerd door Georg Ossian Sars.